# Red Menace
Red Menace è una miniserie a fumetti in sei numeri, edita nel 2007 dalla WildStorm. Scritta da Danny Bilson, Paul DeMeo e Adam Brody, e disegnata da Jerry Ordway.
La storia si svolge a Los Angeles nel 1953, ai tempi di Joseph McCarthy e dell'"House Un-American Activities Committee".

## Trama
Un eroe chiamato The Eagle svela la propria identità: Steve Tremaine. Più tardi si scopre che ha intrattenuto rapporti amichevoli con Ivan Petrovich "The Bear", eroe dell'Unione Sovietica quindi the Eagle viene bandito. Il giorno dopo su tutti i giornali viene definito the Red Menace.

## Raccolta
- Danny Bilson, Adam Brody e Jerry Ordway, Red menace, La Jolla, WildStorm Productions, 2007, ISBN 1-4012-1383-9, OCLC 154794775.